# Le Voleur d'arc-en-ciel
Pour plus de détails, voir Fiche technique et Distribution.
Le Voleur d'arc-en-ciel (The Rainbow Thief) est un film dramatique britannique réalisé par Alejandro Jodorowsky et écrit par Berta Domínguez D.
D'abord projeté hors compétition à la Mostra de Venise 1990, il ne sera exploité dans les salles que quatre ans plus tard, en France, le 19 janvier 1994.
C'est le septième film réalisé par le cinéaste franco-chilien. Il réunit deux acteurs renommés de Lawrence d'Arabie, tourné trente ans auparavant, Peter O'Toole et Omar Sharif, ainsi que l'acteur Christopher Lee, incarnant le rôle d'un drogué.

## Synopsis
L'excentrique millionnaire Rudolf Von Tannen ne se soucie que de ses dalmatiens. Un soir, il invite ses proches à dîner, ces derniers attendant sa mort afin de bénéficier de sa fortune. Les chiens reçoivent du caviar tandis qu'ils doivent se contenter d'os comme seul repas, ce qui provoque la colère de l'assemblée. Puis arrive le personnel de la maison close favorite de Rudolf, les filles de l'arc-en-ciel (Rainbow Girls), des femmes à forte poitrine aux couleurs iridescentes. Après avoir dansé et festoyé avec elles, Rudolf, surpris par une attaque cardiaque, tombe dans le coma.
Les proches se rassemblent pour demander le testament, mais rien n'est possible tant que Rudof survit inconsciemment. Ils soupçonnent que Rudolf abandonnera toutes ses richesses à son neveu tout aussi farfelu, Meleagre. Ce dernier arrive juste à temps pour entendre la conversation, prenant alors la fuite avec son chien Chronos.
Cinq ans plus tard, Meleagre et Dima (un voleur sans envergure) vivent tous les deux dans les égouts. Chronos est mort. Ils attendent le trépas de Rudolf dans l'espoir de toucher l'héritage. Dima a commencé à voler afin de subvenir à leurs besoins, profitant des carnavals et des cirques ambulants. Il connaît de fréquentes altercations avec un barman en raison de ses nombreuses dettes, ainsi qu'avec plusieurs infortunés (un nain, un géant, des mendiants mimant la cécité), et Ambrosia, une femme dont il exploite l'amour pour de l'argent.
Une nuit, alors qu'il se sauve de ses nombreux persécuteurs, il apprend par un journal le décès de Rudolf et dépense alors ses économies pour un dîner avec Ambrosia. Mais en relisant l'article, il découvre que Rudolf a légué tous ses biens aux Rainbow Girls, aussi longtemps qu'elles s'occuperaient de ses chiens. Bouleversé, Dima reproche à Meleagre de l'avoir trahi, ce dernier répondant que la fortune promise n'était pas de l'argent ou de l'or, mais plutôt le paradis et l'éternité. Indigné, Dima l'abandonne et prend un bateau pour Singapour. Se sentant coupable, il retourne précipitamment aux égouts, où son ami attend la mort avec le cadavre de son chien.
Ils tentent avec peine de trouver un chemin afin d'échapper aux inondations, découvrant finalement une échelle qui remonte vers la surface. Dima réussit à se mettre en sécurité tandis que Meleagre accepte son sort avec joie, hurlant dans un courant puissant qui l'emporte définitivement. Dima arrive alors au milieu de la rue, s'assoit et demeure là pendant des heures, choqué.
À la toute fin du film, tandis que Dima marche le long des docks, il aperçoit Chronos, bien vivant, nageant dans l'eau. Le chien et le voleur, réunis, avancent avec allégresse sur la jetée, sous un arc-en-ciel.

## Fiche technique
- Titre français : Le Voleur d'arc-en-ciel[2]
- Titre original : The Rainbow Thief
- Réalisateur : Alejandro Jodorowsky
- Scénario : Berta Domínguez D.
- Photographie : Ronnie Taylor
- Montage : Mauro Bonanni (it)
- Assistants réalisateur : Gary White, Witold Holtz, Jacek Godek, Jacek Gornowicz, Ewa Piaskowska, Kevin Westley, Trevor Kaye
- Décors : Didier Naert, Alexandre Traune, Fred Hole et Janusz Sosnowski
- Musique : Jean Busy
- Société de production : Timothy Burrill Productions
- Pays de production :  Royaume-Uni
- Langue de tournage : anglais
- Format : Couleur - 1,78:1 - Son Dolby - 35 mm
- Genre : Film dramatique
- Durée : 87 minutes (1h27)
- Date de sortie : 
  - Italie : septembre 1990 (Mostra de Venise 1990[3])
  - France : 19 janvier 1994

## Distribution
- Peter O'Toole : Prince Meleagre
- Omar Sharif : Dima
- Christopher Lee : Oncle Rudolf
- Francesco Romano : Marcus
- Jude Alderson : Hortensia
- Brigitte Barclay : La fille arc-en-ciel
- David Boyce : Le Clown
- Jane Chaplin : Lady Jane
- Jean-Yves Tual : Colonel Heywood

## Autour du film
C'est le premier long-métrage britannique réalisé par Jodorowsky. Il a été tourné aux Shepperton Studios dans le Surrey en Angleterre et les extérieurs ont été tournés en Pologne à Gdańsk et aux alentours de la ville dans la voïvodie de Poméranie.
À cause de la pression des producteurs, Jodorowsky ne réalise pas de plus amples modifications du scénario à ses propres fins artistiques[pas clair]. Il désavouera ce film par la suite[réf. nécessaire].
Sorti en salles à Londres (The Rainbow Thief, mai 1990[réf. nécessaire]), en Italie (Il ladro dell'arcobaleno, 1990), en France (Paris, 1994), en Espagne (El ladrón del Arcoiris, Cine Doré, Madrid, 2011) ; il n'est jamais sorti dans les salles américaines.